# مدر (الظهار)

تعديل مصدري - تعديل

مدر هي إحدى قرى عزلة انامر بمديرية الظهار التابعة لمحافظة إب، بلغ تعداد سكانها 1308 نسمة حسب تعداد اليمن لعام 2004.